# 아스마르 라틴 사니
아스마르 라틴 사니(인도네시아어: Asmar Latin Sani, 1975년 ~ 2003년 8월 5일)은 인도네시아의 이슬람주의자이다. 수마트라바랏 주 출신이며 알카에다 조직원으로 활동한 경력을 갖고 있다. 2003년 8월 5일 인도네시아 자카르타에 위치한 JW 매리엇 호텔에서 차량 폭탄 테러를 일으키면서 자살했다. 그의 절단된 머리는 건물 9층에서 나중에 발견되었다.